# Céline Pigalle
Pour les articles homonymes, voir Pigalle.
Céline Pigalle, née le 31 janvier 1972 à Gonesse, est une journaliste de radio et de télévision française.
Le 6 février 2023, la présidente de Radio France Sibyle Veil nomme Céline Pigalle à la tête du réseau de radios locales publiques France Bleu. Elle remplace Jean-Emmanuel Casalta, dans un contexte d'audiences en forte baisse et alors que les conditions de travail au sein du réseau France Bleu sont dénoncées par les syndicats.

## Biographie
En 1994, elle est admise à Sciences Po Paris. Diplômée de l'Institut d'études politiques de Paris puis en 1996 de l'École supérieure de journalisme de Lille, Céline Pigalle remporte la bourse Lauga-Delmas en 1996, ce qui lui permet d'entrer à Europe 1 comme reporter aux informations générales. Elle travaille quinze années pour la station de la rue François-Ier où elle collabore successivement au service économie, devient correspondante à Berlin de 2000 à 2004 puis à Bruxelles de 2006 à 2008, participe comme coprésentatrice d'une émission estivale consacrée à la découverte aux côtés d'Alain Ciriou et d'Astrid Bard puis devient rédactrice en chef des éditions du matin en 2008. En 2009, elle est nommée directrice adjointe de la rédaction.
En mai 2011, elle quitte Europe 1 pour rejoindre Canal+ comme rédactrice en chef de l'émission quotidienne La Matinale. En mai 2012, elle est nommée directrice de la rédaction d'i>Télé, chaîne d'information en continu du groupe Canal+. Dont, elle quitte cette fonction le 4 septembre 2015, date où elle quitte également le groupe Canal +.
Le 19 décembre 2014, elle met fin à la collaboration d'Éric Zemmour à l'émission Ça se dispute, après l'interview que celui-ci a donnée au journal italien Corriere della Sera,. Elle justifie l'arrêt du débat qui l'opposait à Nicolas Domenach, qui constituait le seul moment où l'audience d'i>Télé dépassait celle de BFM TV, par l'évolution du comportement du polémiste : « Éric a longtemps eu une lecture des événements enrichissante. Mais lors de la sortie du Suicide français, il a multiplié les provocations gratuites pour mieux vendre son livre. Je ne l’ai pas licencié par idéologie mais par pragmatisme. Il ne respectait plus rien ». Cependant, en novembre 2016, i>Télé est condamnée à verser 50 000 euros à Éric Zemmour pour « rupture brutale et abusive du contrat, sans préavis et sans invoquer aucun manquement contractuel ».
En 2015, elle doit répondre aux critiques concernant la couverture médiatique des attentats de janvier 2015 et du musée du Bardo,.
Le 4 septembre 2015, elle est démise de ses fonctions à i>Télé ainsi qu'à Canal+, au profit de Guillaume Zeller.
Dès le 21 mars 2016 elle dirige la rédaction de LCI, dans le cadre de la nouvelle structuration de l'organigramme du groupe TF1. Sa mission est de mener le passage de la chaîne en clair. Elle reste trois mois en poste ; le 22 décembre, elle rejoint BFM TV en tant que directrice de la rédaction.
Après avoir pris la direction de France Bleu en avril 2023, Céline Pigalle est également nommée en août 2024 directrice éditoriale déléguée chargée de l’information et de la proximité à Radio France.